# Лазаневська
Лаза́невська (рос. Лазаневская) — присілок у складі Афанасьєвського району Кіровської області, Росія. Входить до складу Ічетовкінського сільського поселення.
Населення становить 2 особи (2010, 17 у 2002).
Національний склад станом на 2002 рік — росіяни 94 %.